# 瑪格麗特島
瑪格麗特島（Marguerite Island），是南極洲的島嶼，位於阿黛利地，處於昂珀勒爾島西北面1.3公里和馬熱里角西北面3.2公里，在1951年由法國探險隊繪入地圖和命名，現時由南極條約體系管理。